# Laire
Laire è un comune francese di 411 abitanti situato nel dipartimento del Doubs nella regione della Borgogna-Franca Contea.

## Storia

### Simboli
Lo stemma è stato adottato il 28 gennaio 2013. La partizione ricorda che il paese era suddiviso tra le signorie di Héricourt (con gli smalti argento e rosso) e della contea di Montbéliard (il cui simbolo erano due barbi addossati) dal XIII secolo fino al 1793. L'unione ritrovata sotto la Repubblica è simboleggiata dal campanile del municipio, il cui colore azzurro, associato al rosso e al bianco dello sfondo, riprende i colori della bandiera francese.
Le quercia, simbolo di resistenza, e il ciavardello, simbolo di concordia, sono ricordati anche dal motto latino traducibile "o con la concordia o con la forza".

### Onorificenze
Il comune è stato decorato nel 1948 con la Croce di guerra con stella di bronzo a ricordare il sacrificio di 9 suoi abitanti uccisi dai tedeschi, di cui 6 fucilati.

## Società

### Evoluzione demografica
Abitanti censiti